# Dioctria rufonigra
Dioctria rufonigra là một loài ruồi trong họ Asilidae. Dioctria rufonigra được Theodor miêu tả năm 1980. Loài này phân bố ở vùng Cổ Bắc giới và châu Á.